# Herzfeld (Lippetal)

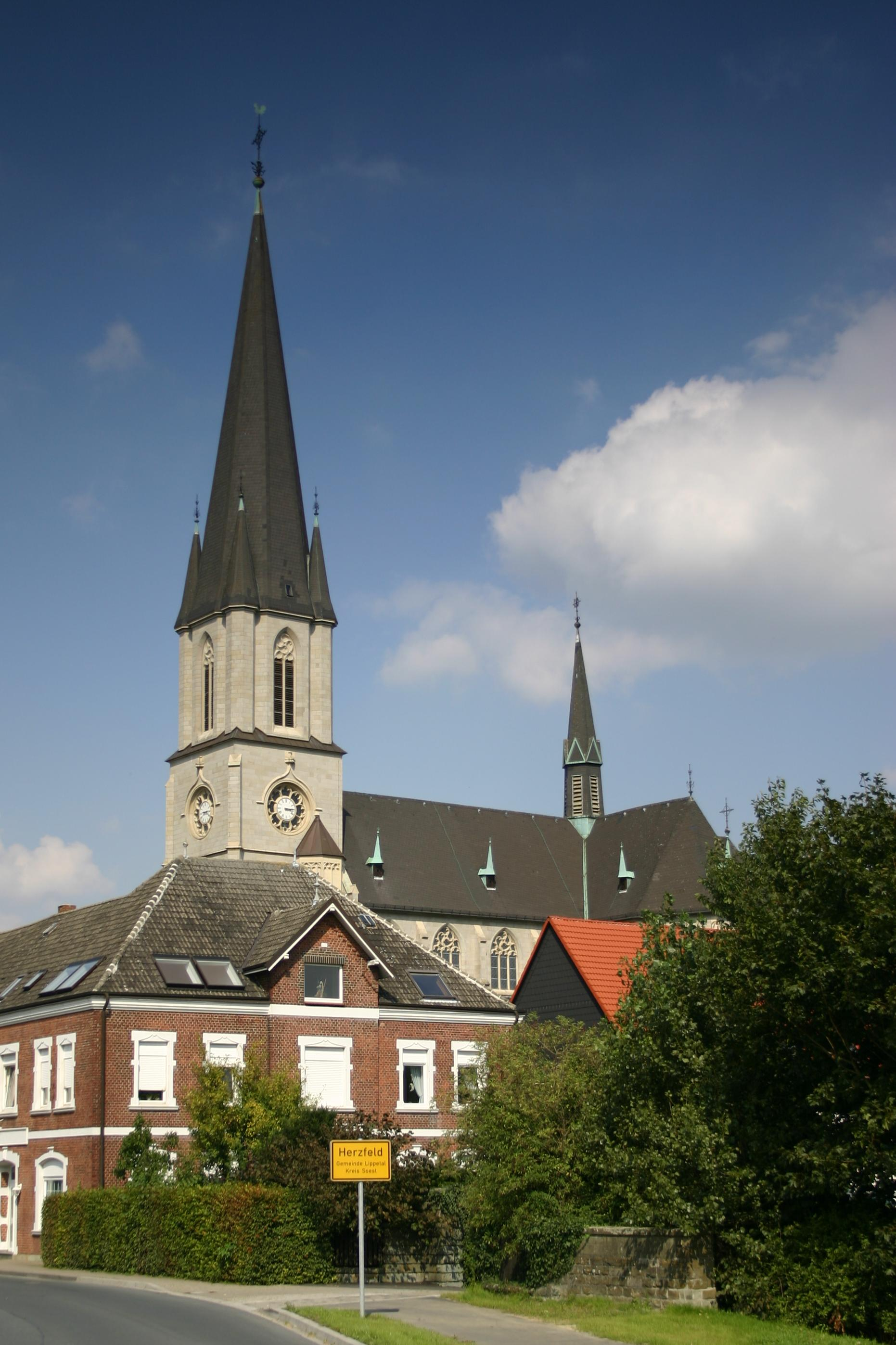
Die Wallfahrtskirche St. Ida

Herzfeld ist ein Dorf in der Gemeinde Lippetal im Kreis Soest mit 3338 Einwohnern (Stand: 31. März 2021).

## Geographie
Herzfeld liegt nördlich der Lippe gegenüber dem südlich der Lippe gelegenen Schloss Hovestadt im südlichen Münsterland im Auslauf der Soester Börde. Benachbarte größere Städte sind Lippstadt 14 km östlich, Hamm 18 km westlich, Beckum 12 km nördlich und Soest 11 km südlich von Herzfeld.

### Ortsteile
Herzfeld besitzt viele Ortsteile, zu denen die Bauerschaften Kesseler, Schachtrup, Heckentrup, Rassenhövel, Höntrup, Uelentrup gehören.
Insgesamt sind das 1800 Einwohner für die Herzfelder Umgebung, der Ort hat somit ca. 3500 Einwohner.

## Geschichte
Im Jahr 786 wurde Herzfeld erstmals urkundlich erwähnt und ist damit die älteste Siedlung im Lippetal. Um 790 errichteten die heilige Ida und ihr Gemahl Ekbert eine der ersten christlichen Kirchen Westfalens. Um 1250 wurde eine neue spätromanische Kirche erbaut, die dann um 1506 stark umgebaut und renoviert wurde.
1841 kam Herzfeld in das Amt Liesborn-Wadersloh (Kreis Beckum). 1901 erfolgte der Neubau der St.-Ida-Kirche, die 2011 zur Basilika minor erhoben wurde. 1939 lebten in Herzfeld 2167 Einwohner. Am 1. Juli 1969 wurde Herzfeld aus dem Landkreis Beckum in die im Rahmen der kommunalen Neuordnung neu geschaffene Gemeinde Lippetal eingegliedert.

### Wappen
| Wappen der früheren Gemeinde Herzfeld | Blasonierung: „In Silber (Weiß) ein schräglinker blauer Wellenbalken, über den ein roter Hirsch (Zwölfender) springt.“ |
| Wappen der früheren Gemeinde Herzfeld | Wappenbegründung: Das Wappen wurde 20. Oktober 1959 vom nordrhein-westfälischen Innenminister verliehen. Der Hirsch steht redend für den Ortsnamen, der sich von „Hertuelde“, „Heredfelde“, „Hertvelde“, etc. = „Hirschfeld“ ableitet; der Wellenbalken steht für die Lippe, an der die Gemeinde liegt. |

## Kultur und Sehenswürdigkeiten

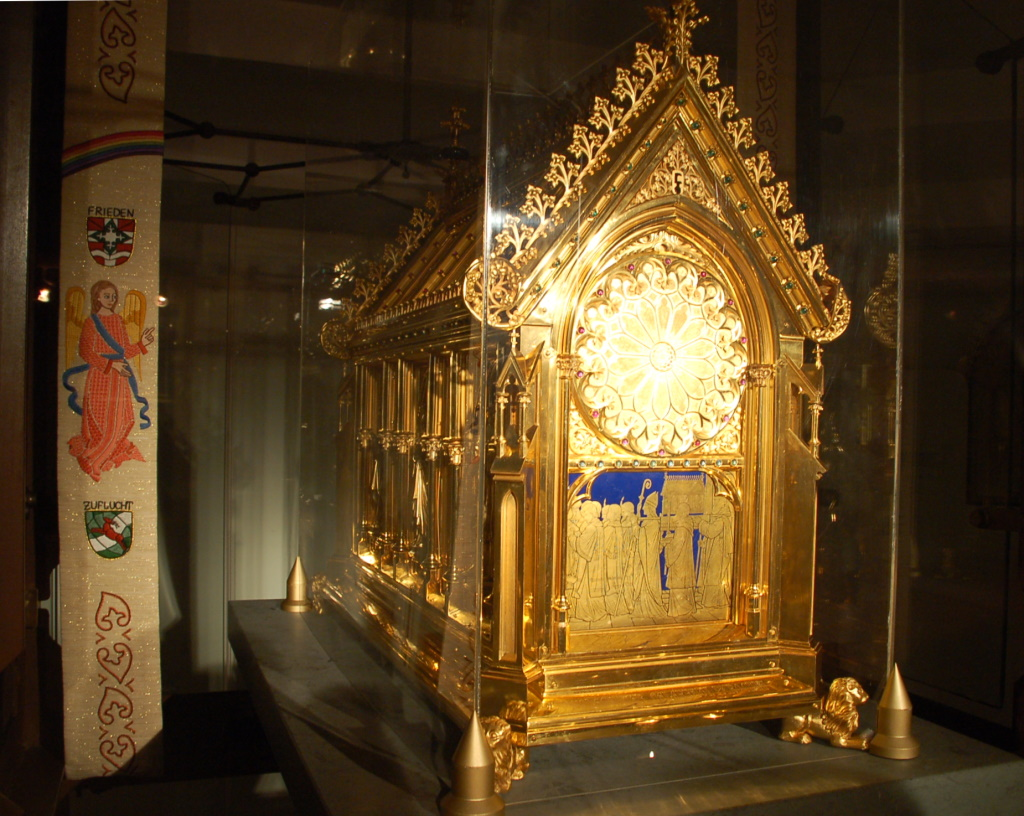
St.-Ida-Schrein

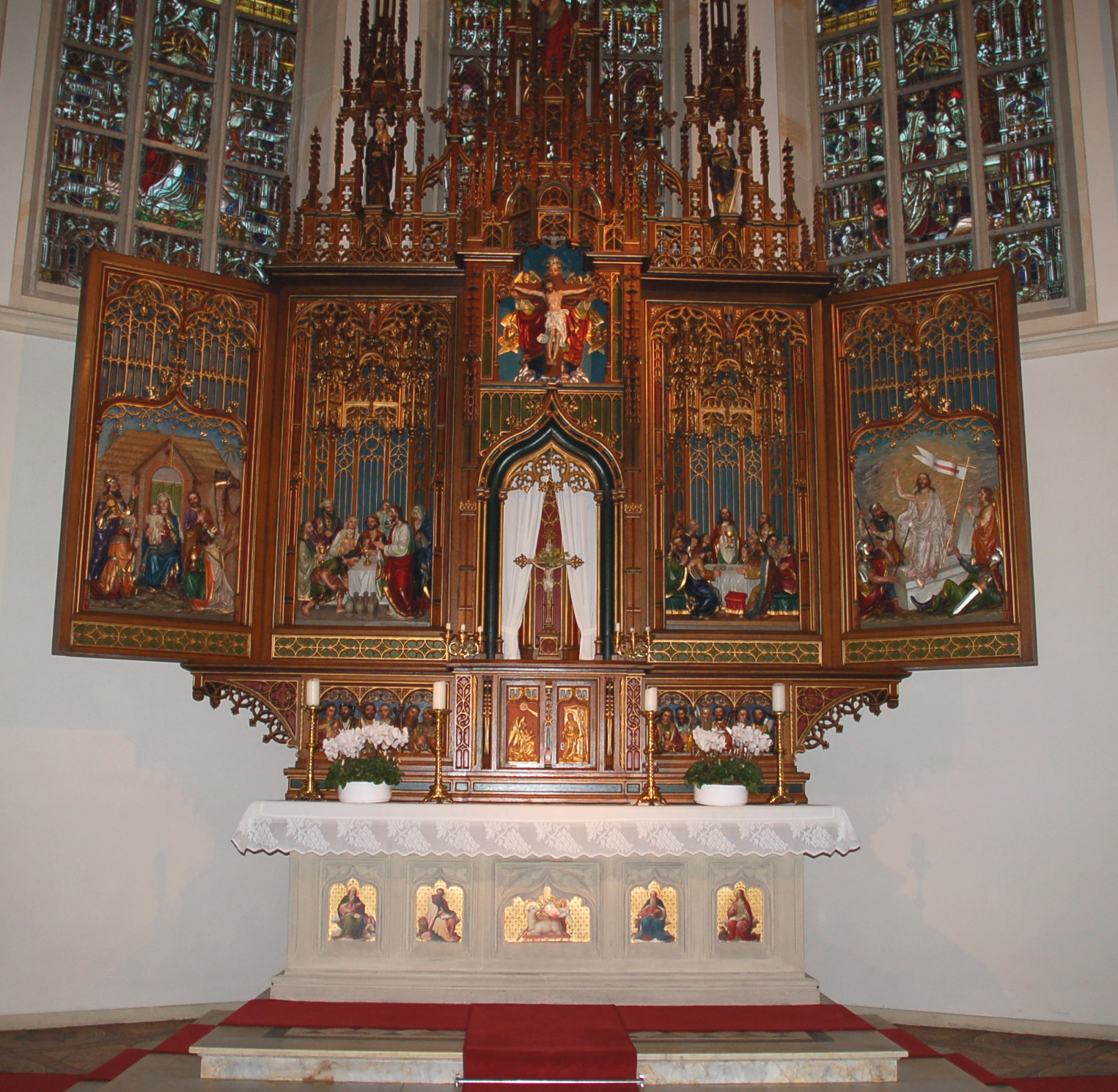
Hochaltar von St. Ida

### Bauwerke
Das herausragendste Bauwerk ist die im Zuge des Historismus gebaute neugotische Wallfahrtskirche St. Ida mit den Grabmal der heiligen Ida, der Begründerin der Pfarrgemeinde in Herzfeld um das Jahr 800. Baubeginn für die neugotische Basilika war das Jahr 1900.
Sehenswert ist auch die denkmalgeschützte Antoniuskapelle.

### Baudenkmale
- In der Liste der Baudenkmäler in Lippetal sind für Herzfeld sieben Baudenkmale aufgeführt.

### Regelmäßige Veranstaltungen
Die wichtigsten Ereignisse in Herzfeld sind:
- Schützenfest (4. Wochenende im Juli)
- Ida-Festwoche (i. d. R. die Woche nach dem 4. September)
- Gewerbeschau (jedes vierte Jahr, zuletzt 2017)

## Wirtschaft
In den Gewerbegebieten sind mehrere Unternehmen angesiedelt. Über die Gewerbebetriebe und über das allgemeine Leben in der ländlichen Flächengemeinde berichtet seit dem Jahr 2007 regelmäßig das Magazin Der Lippetaler. Das anzeigenfinanzierte Heft erscheint alle zwei Monate und wird kostenlos verteilt.

## Infrastruktur
Von Herzfeld fährt stündlich ein Bus nach Soest zum Bahnhof. Weitere, nur unregelmäßig verkehrende Linien verbinden den Ort mit Beckum, Lippstadt und Oelde.
Per Auto sind es 13 km zur Auffahrt der A2 in Hamm-Uentrop, 12 km zur A2 in Oelde sowie 13 km zur Auffahrt Soest-Ost der A44.